# Fabrice Olinga
Fabrice Olinga Essono (Douala, 12 de maio de 1996), conhecido apenas por Fabrice (ou ainda por Olinga), é um futebolista camaronês que joga como atacante. Atualmente, defende o Zulte Waregem, emprestado pelo Málaga, clube ao qual ainda possui contrato.

## Carreira em clubes
Em 2009, Olinga, que pertencia à fundação comandada por seu compatriota Samuel Eto'o, assinou contrato com o Mallorca para defender as categorias de base do clube. Dois anos depois, foi levado ao Málaga, após ter sido descoberto diretor das categorias de base do time andaluz, Manuel Casanova.
Sua estreia como profissional aconteceu na temporada 2012-13 de La Liga, na partida entre Málaga e Celta de Vigo. Ao ser colocado em campo pelo então treinador dos "boquerones", Manuel Pellegrini, Fabrice tornou-se o atleta mais novo a atuar em uma partida do Campeonato Espanhol (tinha 16 anos e 91 dias), superando a marca de Iker Muniain (16 anos e 289 dias).
No mesmo jogo, o camaronês bateu um novo recorde: aos 16 anos e 98 dias, tornou-se o jogador mais jovem a fazer um gol no Campeonato Espanhol, suplantando novamente Muniain. Ele já havia batido outro recorde, pertencente ao seu companheiro de equipe Juanmi, que havia marcado um gol na Copa do Rei aos 16 anos e 238 dias.

## Seleção
Ainda em 2012, Fabrice Olinga fez sua estreia na Seleção Camaronesa. Convocado para a partida decisiva entre os Leões Indomáveis e Cabo Verde, que valia uma vaga para a Copa Africana de Nações de 2013, o jovem atacante fez seu primeiro gol pelo selecionado, mas o tento não foi suficiente para a classificação (Cabo Verde havia vencido o primeiro jogo por 2 a 0).